# عساف حانوكا
عساف حانوكا Asaf Hanuka (ولد في عام 1974) رسام توضيحي ورسام قصص مصورة إسرائيلي.
اشتهر بكتاب السيرة الذاتية على شكل قصص مصورة بعنوان «الواقعي».
له شقيق توأم رسام توضيحي هو تومير حانوكا.

## المهنة
خلال خدمته العسكرية بدأ التعاون مع الكاتب الإسرائيلي إيتغار كيريت. وقام بالرسم التوضيحي في مجموعة قصصية لإيتغار بعنوان «شوارع الغضب» في عام 1997. وكان تعاونهما الثاني في كتاب «بيتزيريا كاميكازي» الذي ترشح لجوائز آيزنر في عام 2007 وترجم إلى الإنجليزية والفرنسية والإسبانية.
وتعاون مع الكاتب الفرنسي ديدييه دانيكس في كتاب «كارتون جون» الذي نشر في فرنسا عام 2004.
واشترك مع أخيه التوأم تومير في إصدار سلسلة كتب قصص مصورة ترشحت لجوائز إيغناتز. وقاما معا بنشر قصة مصورة بعنوان «الأوساخ» على الإنترنت.
كما شارك برسومه في فيلم الرسوم المتحركة «فالس مع باشير» والذي رشح لجائزة الأوسكار.
بدأ في العمل في كتاب السيرة الذاتية في شكل قصص مصورة بعنوان «الواقعي» في يناير 2010 ونشرت في مجلة «كالكاليست» وهي مجلة اقتصادية إسرائيلية. وفاز الكتاب بالميدالية الذهبية من جمعية الرسامين التوضيحيين في عام 2010 وجائزة التميز من سنوية فنون التواصل، والميدالية البرونزية من 3×3. ونشرت مجموعتان من صحفات «الواقعي» في كتاب في فرنسا بين عامي 2012 و2014 وترجم إلى ست لغات.
عمل في مجال الرسوم التوضيحية التجارية منذ عام 1995. ومن بين عملائه: نايكي، كانال بلوس، رولينغ ستون، فورتشن، ذا نيويورك تايمز، تايم، ذا وول ستريت جورنال، فوربس، بي سي ماغازين، ومينز هيلث.

## وصلات خارجية
- Asaf Hanuka.com – الموقع الرسمي
- الواقعي سيرة ذاتية في شكل قصص مصورة